# إنريكي ماتا ماتا
إنريكي ماتا ماتا (بالإسبانية: Enrique Mata)‏ هو دراج إسباني، ولد في 15 يونيو 1985 في برغش في إسبانيا.

## وصلات خارجية
- إنريكي ماتا ماتا على موقع أرشيف الدراجات (الإنجليزية)
- إنريكي ماتا ماتا على موقع إحصائيات الدراجات الإحترافية (الإنجليزية)
- إنريكي ماتا ماتا على موقع نسبة الدراجات (الإنجليزية)